# Oberfeuchtenbach
Oberfeuchtenbach ist ein Dorf in der Gemeinde Altenfelden in Oberösterreich (Bezirk Rohrbach). Die Ortschaft hat 50 Einwohner (Stand 1. Jänner 2024).

## Geographie
Oberfeuchtenbach ist ein Haufenweiler der Gemeinde Altenfelden, der rund 3 Kilometer nordöstlich des Marktplatzes von Altenfelden liegt. Oberfeuchtenbach ist vom Zentrum von Altenfelden über die Rohrbacher Straße (B 127) und den Weiler Starling erreichbar. Nachbarorte von Oberfeuchtenbach sind Starling im Osten, Unterfeuchtenbach im Süden und Osten und Hölling im Norden. Für Oberfeuchtenbach wurden 2001 insgesamt 18 Gebäude gezählt, wobei 12 Gebäude über einen Hauptwohnsitz verfügten und 19 Wohnungen bzw. 17 Haushalte bestanden. Oberfeuchtenbach besteht aus dem Weiler Oberfeuchtenbach, der mit Drei- und Vierseithöfen verbaut ist, weiteren verstreuten Vierseithöfen und der Firma WWS Wasserkraft (ehemalige Pappenfabrik) an der Großen Mühl.

## Geschichte und Bevölkerung
Urkundlich wurde Oberfeuchtenbach um 1140 erstmals genannt, wobei sich im Ort eine 1307 urkundlich erwähnte, dem heiligen Johannes geweihte Kirche befand. Diese wurde im Zuge der josephinischen Reformen gesperrt und ist später abgekommen. In Oberfeuchtenbach lebten 1869 97 Menschen in elf Häusern.  Bis zum Jahr 1910 sank die Einwohnerzahl auf 83 Personen, wobei die Ortschaft auf 13 Gebäude angewachsen war. Bis 1923 blieb die Einwohnerzahl stabil und umfasste 84 Einwohner, die in 12 Häusern lebten. Erstmals wurde bei Oberfeuchtenbach jedoch zwischen dem Weiler Oberfeuchtenbach mit acht Häusern und 61 Einwohnern sowie den umliegenden, zur Ortschaft zählenden vier Häusern mit 23 Einwohnern unterschieden. 1951 lebten insgesamt 88 Personen in Oberfeuchtenbach, die sich auf den Weiler mit 52 Einwohnern und neun Gebäuden bzw. auf die Streusiedlung mit fünf Häusern und 36 Einwohnern verteilten. Die Einwohnerzahl sank jedoch in der Folge kontinuierlich ab und betrug 2001 nur noch 47 Menschen in 18 Häusern.

## Bauwerke
Oberfeuchtenbach beherbergt vor allem bäuerliche Drei- und Vierseithöfen. Der Dreiseithof in Oberfeuchtenbach Nr. 6 stammt beispielsweise aus dem dritten Viertel des 19. Jahrhunderts, der Aichbauer (Oberfeuchtenbach Nr. 8) mit seinen Kappengewölben in Hausstock und Stall sowie der Pawlatsche im Hof aus der Mitte des 19. Jahrhunderts. Zu Oberfeuchtenbach gehört auch die Pappenfabrik Wagner am Ufer der Flussbiegung der Großen Mühl. Während das dazugehörige, dreigeschoßige Wohnhaus mit Satteldach und schlichter, späthistoristischer Fassade und zweigeschoßiger Veranda bereits Ende des 19. Jahrhunderts (um 1897) errichtet wurde stammt das eigentliche Fabrikgebäude aus dem Jahr 1904. Die mehrgeschoßigen Baukuben im Industriestil wurden mit flachen Satteldächern ausgestattet, die Fassaden verfügen über Putzdachen und Entlastungsbögen in Sichtziegelmauerwerk. Die sogenannte Alte Säge stammt aus den 1940er Jahren, die danebenliegenden Trockenböden aus der Zeit um 1910.
Mit der Wallfahrtskapelle Maria Poetsch beherbergt Oberfeuchtenbach auch eine, an einer Quelle im Wald gelegene, Wallfahrtskapelle. Im Weiler Oberfeuchtenbach selbst liegt zudem die Dorfkapelle aus dem 18. Jahrhundert, die über einem nahezu quadratischen Grundriss errichtet wurde. Sie verfügt über ein Zeltdach und im Inneren über ein Platzlgewölbe. Die Kapelle beherbergt eine Figur der heiligen Maria aus dem vierten Viertel des 19. Jahrhunderts, wobei die sie umgebende Vitrine aus derselben Zeit stammt. Der Kreuzweg von der Mühltalstraße zur Dorfkapelle wurde 1969 mittels Kupferreliefs auf Steinsockeln gestaltet. Des Weiteren befindet sich neben dem Bauernhof Aichbauer eine Tabernakelsäule mit Bildern der Dreifaltigkeit, Maria und Herz Jesu, wobei die Säule mit der Jahreszahl 1810 bezeichnet ist. Zudem befindet sich neben dem Dreiseithof in Oberfeuchtenbach Nr. 6 eine Tabernakelsäule aus dem 18. Jahrhundert mit Glasbildern des Gnadenstuhls sowie der Heiligen Georg und Florian.